# Gerold Sprung
Gerold Sprung (* 16. Januar 1944 in Ganderkesee) ist ein deutscher Politiker (SPD). Er war von 1999 bis 2006 Bürgermeister der Gemeinde Ganderkesee.

## Leben
Am 16. Mai 1999 erhielt er im ersten Wahlgang die erforderliche absolute Mehrheit und wurde damit der erste direkt gewählte Bürgermeister der Gemeinde (Eingleisigkeit). Zur Kommunalwahl im Jahre 2006 trat er aus Altersgründen nicht wieder an. Seine Nachfolgerin wurde Alice Gerken-Klaas.
Sprung ist verheiratet und Vater von zwei erwachsenen Kindern. Nach seiner Ausbildung für die gehobene Beamtenlaufbahn hat er insgesamt 38 Jahre Berufserfahrung, davon 12 Jahre als Ganderkeseer Gemeindedirektor. Nach seiner Pensionierung war er unter anderem Vorsitzender der „Freunde des Hasbruch e.V.“ und beim Deutschen Roten Kreuz im Landkreis Oldenburg.